# Neela Marikkar
Neela Marikkar es presidenta de la Grant McCann Erickson, líder del Communications Group en Sri Lanka en alianza con Mccann Worldgroup, EE. UU.

## Biografía
Neela es hija de la personalidad de los medios de Sri Lanka Reggie Candappa y de su esposa Therese Candappa.

## Activista de la paz
Neela ha servido como CEO de varias instituciones en el sector empresarial, incluida la Comisión de Comunicación y Movilización Social del Consejo Asesor Nacional para la Paz y la Reconciliación en Sri Lanka.
Es presidenta de Sri Lanka First, un grupo influyente de líderes de corporaciones, que promueven una solución pacífica mediante la negociación entre el Gobierno de Sri Lanka y los Tigres de Liberación del Eelam Tamil.

## Consultora de PNUD
Neela fue consultora del Programa del "PNUD Inversiones en Paz" para ayudar a revivir de la guerra que afectó la economía del país. Ella llevó a un grupo de líderes comerciales de Sri Lanka, a Sudáfrica para estudiar el papel que desempeñan los negocios en su proceso de paz y la reconstrucción posterior al conflicto.

## Activista feminista
Neela sirvió en la "Red de Mujeres Haciendo la Paz" y en sus coloquios, siendo invitada a ser oradora sobre el papel de la mujer en la construcción de la paz en la Escuela de Gobierno John F. Kennedy, Universidad Harvard.